# Резонансные транснептуновые объекты
Резонансные транснептуновые объекты (англ. Resonant trans-Neptunian object) — транснептуновые объекты (ТНО), чьи орбиты находятся в орбитальном резонансе с Нептуном, как соотношение небольших целых чисел (1:2, 2:3, 2:5 и т. д.). Резонансные объекты относятся к поясу Койпера либо к более удалённому рассеянному диску.
Собственное название имеют группы объектов со следующими резонансами орбит:
- 1:1 — Троянские астероиды. Находятся в точках Лагранжа L4 и L5 орбиты Нептуна.
- 2:3 — Плутино. Карликовая планета Плутон является крупнейшим объектом в данной группе. От неё и произошло название.
- 1:2 — Тутино. Их орбита часто считается границей Пояса Койпера.

## Местонахождение объектов и их орбит

Местонахождение транснептуновых объектов. Резонансные объекты красные.

На диаграмме указано расположение известных транснептуновых объектов (с большой полуосью до 70 а. е.), относительно орбит планет и кентавров. Резонансные объекты отмечены красным цветом. Орбитальные резонансы с Нептуном отмечены вертикальными линиями; 1:1 — орбита Нептуна и его Троянских астероидов, 2:3 — Плутино (включая Плутон), остальные линии указывают на менее многочисленные резонансные объекты.
Обозначения 2:3 и 3:2 относится к одним и тем же объектам и не создаёт путаницы, так как у ТНО период обращения всегда больше, чем у Нептуна. Любое из двух обозначений говорит о том, что Плутино завершает два оборота вокруг Солнца, пока Нептун завершает три.

## Источник появления резонансных ТНО
Подробнее см. также: Модель Ниццы
Детальные исследования объектов, находящихся в резонансе с орбитой Нептуна, показали, что границы резонансных орбит весьма узки, и что тело должно обладать определённым количеством энергии (не больше и не меньше), чтобы удерживаться в этих границах. Достаточно небольшого отклонения большой полуоси объекта от этих границ, чтобы орбита вышла из резонанса.
По мере открытия ТНО было замечено, что количество объектов, находящихся в резонансе 2:3 с Нептуном, не случайно, оно превышает 10 % от общего их числа. В настоящее время предполагается, что эти объекты были собраны с более далёких орбит в результате миграции Нептуна.
До открытия первого ТНО выдвигалось предположение, что взаимодействие между планетами-гигантами и массивным диском из маломассивных объектов заставит (путём обмена моментом импульса) большую полуось орбиты Юпитера уменьшиться, а полуоси орбит Сатурна, Урана и особенно Нептуна увеличиться. За это относительно короткое время Нептун захватит в резонанс объекты со случайно распределенных гелиоцентрических орбит.

## Известные резонансные орбиты

### Резонанс 2:3 (плутино, период обращения около 250 лет)

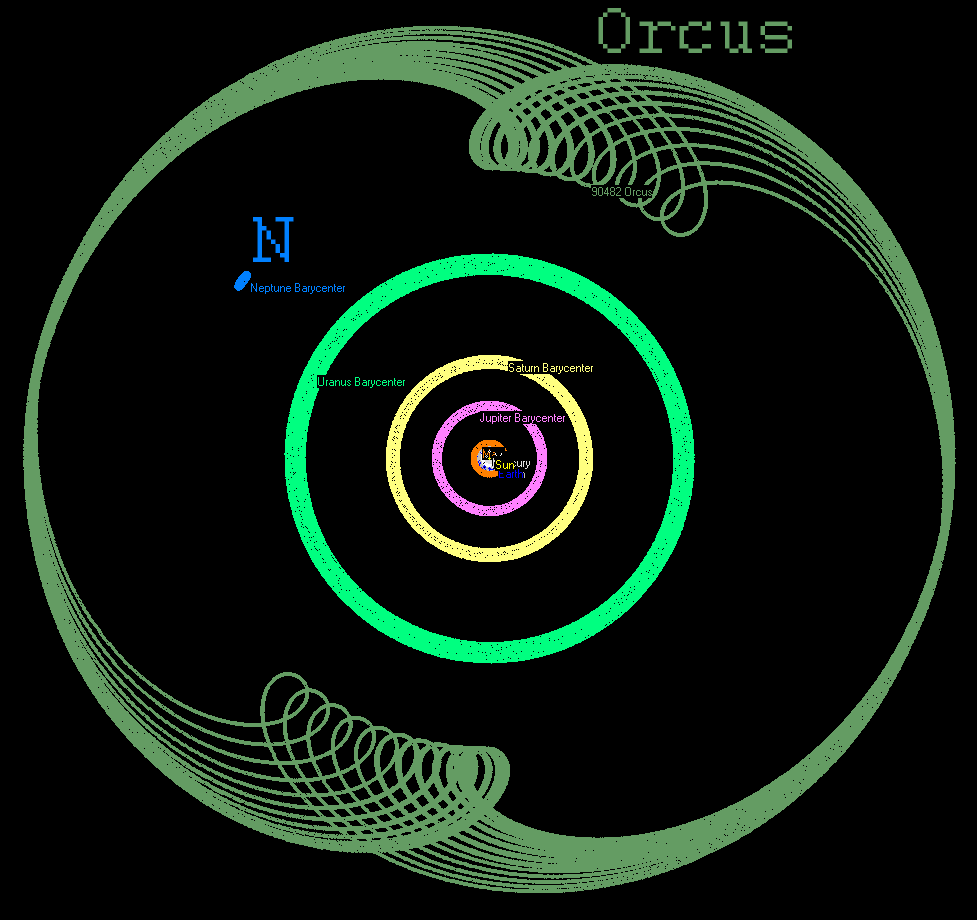
Движение объекта Орк с периодом, равным орбитальному периоду Нептуна. (Нептун показан, как неподвижный объект)

Сравнительные размеры, альбедо и цвет Плутона и его спутников (вверху) с Орком и Иксионом.

На настоящий момент больше всего ТНО найдено на орбите с резонансом 2:3, на расстоянии ок. 39,4 а. е. На данный момент обнаружено 104 таких объекта; существование 92 из них подтверждено. Объекты на данной орбите называют плутино, по имени первого обнаруженного и крупнейшего из них — Плутона. Наиболее примечательные плутино:
- (90482) Орк
- (84922) 2003 VS2
- (208996) Ахлис
- (28978) Иксион
- (38628) Гуйя
- (678191) 2017 OF69

### Резонанс 3:5 (период обращения около 275 лет)
На октябрь 2008 г. известно 10 таких объектов с большой полуосью 42,3 а. е., среди которых:
- (126154) 2001 YH140
- (15809) 1994 JS
- (143751) 2003 US292

### Резонанс 4:7 (период обращения около 290 лет)
Важная группа объектов с орбитой 43,7 а. е. (в центре популяции кьюбивано). На октябрь 2008 года таких объектов открыто 20. Они имеют небольшие размеры (с одним исключением, М>6) и в основном эллиптическую орбиту.
Объекты с известными орбитами:
- 1999 CD158, самый крупный
- (119956) 2002 PA149
- (119070) 2001 KP77
- (118378) 1999 HT11
- (118698) 2000 OY51

### Резонанс 1:2 («тутино», период обращения около 330 лет)
Орбита этих объектов находится на расстоянии 47,8 а. е. от Солнца и обычно считается границей Пояса Койпера. Объекты на данной орбите называют «тутино». Их наклонение не превышает 15°, а эксцентриситеты довольно умеренные (от 0,1 до 0,3). Не все объекты данного типа появились из планетезимали, которая была выброшена на данную орбиту миграцией Нептуна.
Объектов тутино намного меньше, чем плутино (на октябрь 2008 года их открыто 14). Это объясняется тем, что резонанс 1:2 менее стабилен, чем 2:3; только 15 % тутино сумели остаться на своей орбите за последние 4 млрд лет, по сравнению с 28 % плутино. Возможно, что первоначально тутино было не меньше, чем плутино, но со временем большинство из них перешли на другие орбиты.

Резонансные объекты отмечены красным

Среди тутино с известными орбитами числятся:
- (119979) 2002 WC19
- (26308) 1998 SM165
- (137295) 1999 RB216
- (20161) 1996 TR66
- (130391) 2000 JG81

### Резонанс 2:5 (период обращения около 410 лет)
Среди объектов с известными орбитами в 55,4 а. е. числятся:
- (84522) 2002 TC302, крупный объект, кандидат на звание карликовой планеты
- (143707) 2003 UY117
- (119068) 2001 KC77
- (135571) 2002 GG32
- (69988) 1998 WA31

На октябрь 2008 года открыто 11 объектов с резонансом 2:5.

### Другие резонансы

Номинальная 7:12 либрация Хаумеа. Переход красного цвета в зелёный указывает на точки пересечения эклиптики.

Группы с другими резонансами орбит включают в себя небольшое количество объектов. Вот некоторые из них:
- 4:5 (35,0 а.е., ок. 205 лет) (131697) 2001 XH255
- 3:4 (36,5 а.е., ок. 220 лет) (143685) 2003 SS317, (15836) 1995 DA2
- 5:9 (44,5 а.е., ок. 295 лет) 2002 GD32[10]
- 4:9 (52,0 а.е., ок. 370 лет) (42301) 2001 UR163, (182397) 2001 QW297[11]
- 3:7 (53,0 а.е., ок. 385 лет) (131696) 2001 XT254, (95625) 2002 GX32, (183964) 2004 DJ71, (181867) 1999 CV118
- 5:12 (55,0 а.е., ок. 395 лет) (79978) 1999 CC158, (119878) 2001 CY224[12] (Вероятность резонанса по Емельяненко 84 %)
- 3:8 (57,0 а.е., ок. 440 лет) (82075) 2000 YW134[13] (Вероятность резонанса по Емельяненко 84 %)
- 2:7 (70,0 а.е., ок. 580 лет) 2006 HX122[14] (Приблизительная орбита не исключает резонанс 2:7, однако для окончательного заключения нужны дополнительные наблюдения.)

Найдено несколько объектов с простыми, хоть и далёкими резонансами:
- 1:3 (62,5 а.е., ок. 495 лет) (136120) 2003 LG7
- 1:4 (76,0 а.е., ок. 660 лет) 2003 LA7[15]
- 1:5 (88,0 а.е., ок. 820 лет) 2003 YQ179[16]

Резонансы далёких объектов и карликовых планет пока не доказаны, но вероятны:
- 7:12 (43,0 а.е., ок. 283 лет) Хаумеа[17] (большая вероятность резонанса орбиты)
- 6:11 (45,0 а.е., ок. 302 лет) Макемаке[18] ((182294) 2001 KU76 вероятно находится в резонансе 6:11)
- 3:10 (67,0 а.е., ок. 549 лет) (225088) Гун-гун (вычисление основано на приблизительной орбите)
- 5:17 (67,0 а.е., ок. 560 лет) Эрида[18] (похожая орбита найдена у (225088) Гун-гун)
- 5:21 (75,3 а.е., ок. 706 лет) 2010 JO179[19]
- 1:10 (140 а.е., ок. 1655 лет) 2020 VN40[англ.][20]

### Резонанс 1:1 (Трояны Нептуна, период обращения около 165 лет)
В точках Лагранжа L4 и L5 системы Солнце-Нептун были найдены объекты, большая полуось которых примерно равна большой полуоси Нептуна. Это так называемые «троянцы» Нептуна, названные по аналогии с троянскими астероидами Юпитера, находятся в орбитальном резонансе 1:1 с Нептуном. На август 2018 г. известно семь таких объектов:
- 2001 QR322
- 2004 UP10
- 2005 TN53
- 2005 TO74
- 2006 RJ103
- 2007 VL305
- 2008 LC18
- 2004 KV18
- 2011 HM102
- 2012 UV177
- 2010 TS191
- 2010 TT191
- 2011 SO277
- 2011 WG157
- 2013 KY18
- 2014 QO441
- 2014 QP441
- 2012 UW177

Лишь последний объект из списка находится в районе точки L5; остальные — возле точки L4.

## Способы классификации
В связи с тем, что орбиты недавно открытых объектов известны с достаточно большой погрешностью, существует вероятность ложного опознания этих орбит как резонансных, тогда как на самом деле они таковыми не являются.
В последнее время требуются дополнительные критерии, чтобы назвать орбиту резонансной. Процедура состоит в том, что, в дополнение к существующей орбите, рассматриваются две другие вероятные орбиты объекта (таковые всегда имеются, так как наблюдения не позволяют вычислить орбиту однозначно). Все три орбиты анализируются на протяжении следующих 10 миллионов лет. Если все три орбиты остаются резонансными, то определение орбиты объекта как резонансной считается достоверным. Если только две из трёх орбит остаются в резонансе, то объект классифицируется как «вероятно резонансный». В случае лишь одной резонансной орбиты из трёх орбита считается резонансной условно, она подлежит дополнительным наблюдениям с целью уточнения.
Этот метод подходит для объектов, которые наблюдались в противостоянии как минимум трижды.